# Гонки (хутор)
Гонки — хутор в Белгородском районе Белгородской области. Входит в состав Ериковского сельского поселения.

## География
Хутор расположен на юго-западе региона и на расстоянии примерно 25 км по прямой к северу от административного центра района — Майского.
Часовой пояс
Хутор Гонки как и вся Белгородская область, находится в часовой зоне МСК (московское время). Смещение применяемого времени относительно UTC составляет +3:00.

## Население
| 2002 | 2010 |
| ---- | ---- |
| 81   | ↗99  |

Национальный состав
Согласно результатам переписи 2002 года, в национальной структуре населения
русские составляли 99 % из 81 чел..